# Ugo Ihemelu
Ugochukwu Ihemelu, dit Ugo Ihemelu, né le 3 avril 1983 à Enugu au Nigeria, est un joueur international américain de soccer, qui évoluait au poste de défenseur. Il possède également la nationalité nigériane.

## Biographie

### Jeunesse et études scolaires
Ugochukwu Ihemelu naît à Enugu au Nigeria. Il est diplômé au Cedar Hill High School, puis étudie à l'Université méthodiste du Sud. Il évolue également au sein de l'équipe de soccer de l'université de 2001 à 2004. Il passe aussi une saison en USASA, jouant pour le Legends FC en 2004.

### Carrière en club
Le Galaxy de Los Angeles le repêche à la cinquième place de la SuperDraft 2005 de la MLS. Lors de sa première saison, il remporte la US Open Cup et la Coupe MLS. Le 1er décembre 2006, il est échangé aux Rapids du Colorado. Après trois années aux Rapids, il est échangé au FC Dallas, contre Drew Moor et une allocation.
Il est nommé dans l'équipe de la semaine de la MLS lors des semaines 8 et 11 de la saison 2011. Puis, le 30 juin 2011, il signe une prolongation de contrat jusqu'en 2015. Avant la saison 2012, il est nommé capitaine du FC Dallas. Le 5 mai 2012, il subit une commotion cérébrale lors de la rencontre face aux Rapids du Colorado. Le 1er novembre 2013, il annonce la fin de sa carrière sportive.
Au cours de sa carrière de joueur, Ugo Ihemelu dispute notamment 194 rencontres et six buts inscrits en MLS.

### Carrière internationale
Ugo Ihemelu est convoqué pour la première fois en équipe des États-Unis par le sélectionneur national Bruce Arena, pour un match amical contre la Norvège le 29 janvier 2006. Il entre à la 83e minute de la rencontre, à la place d'Eddie Pope. Le match se solde par une victoire 5-0 des Américains.
Puis, il reçoit sa deuxième et dernière sélection le 24 janvier 2009 contre la Suède, lors d'un match amical. Le match se solde par une victoire 3-2 des Américains.

## Palmarès
- Avec le  Galaxy de Los Angeles :
  - Vainqueur de la Coupe des États-Unis en 2005
  - Vainqueur de la Coupe MLS en 2005

## Statistiques
| Saison                | Club                  | Championnat           | Championnat | Championnat | Championnat | Coupe(s) nationale(s) | Coupe(s) nationale(s) | Coupe(s) nationale(s) | Compétition(s) continentale(s) | Compétition(s) continentale(s) | Compétition(s) continentale(s) | Compétition(s) continentale(s) | Séries | Séries | Séries | États-Unis | États-Unis | États-Unis | Total | Total | Total |
| Saison                | Club                  | Division              | M.          | B.          | P.d.        | M.                    | B.                    | P.d.                  | Comp.                          | M.                             | B.                             | P.d.                           | M.     | B.     | P.d.   | M.         | B.         | P.d.       | M.    | B.    | P.d.  |
| 2005                  | Los Angeles Galaxy    | MLS                   | 25          | 0           | 1           | 3                     | 0                     | 0                     | -                              | -                              | -                              | -                              | 4      | 0      | 0      | -          | -          | -          | 32    | 0     | 1     |
| 2006                  | Los Angeles Galaxy    | MLS                   | 29          | 0           | 0           | 3                     | 0                     | 0                     | CCC                            | 2                              | 0                              | 0                              | -      | -      | -      | 1          | 0          | 0          | 35    | 0     | 0     |
| 2007                  | Colorado Rapids       | MLS                   | 25          | 1           | 0           | 3                     | 0                     | 0                     | -                              | -                              | -                              | -                              | -      | -      | -      | -          | -          | -          | 28    | 1     | 0     |
| 2008                  | Colorado Rapids       | MLS                   | 18          | 0           | 0           | 0                     | 0                     | 0                     | -                              | -                              | -                              | -                              | -      | -      | -      | -          | -          | -          | 18    | 0     | 0     |
| 2009                  | Colorado Rapids       | MLS                   | 20          | 0           | 2           | 1                     | 0                     | 0                     | -                              | -                              | -                              | -                              | -      | -      | -      | 1          | 0          | 0          | 22    | 0     | 2     |
| 2009                  | FC Dallas             | MLS                   | 8           | 1           | 0           | -                     | -                     | -                     | -                              | -                              | -                              | -                              | -      | -      | -      | -          | -          | -          | 8     | 1     | 0     |
| 2010                  | FC Dallas             | MLS                   | 19          | 1           | 0           | 1                     | 0                     | 0                     | -                              | -                              | -                              | -                              | 4      | 0      | 1      | -          | -          | -          | 24    | 1     | 1     |
| 2011                  | FC Dallas             | MLS                   | 31          | 2           | 2           | 3                     | 0                     | 0                     | LCC                            | 6                              | 0                              | 1                              | 1      | 0      | 0      | -          | -          | -          | 41    | 2     | 3     |
| 2012                  | FC Dallas             | MLS                   | 10          | 1           | 0           | 0                     | 0                     | 0                     | -                              | -                              | -                              | -                              | -      | -      | -      | -          | -          | -          | 10    | 1     | 0     |
| 2013                  | FC Dallas             | MLS                   | 0           | 0           | 0           | 0                     | 0                     | 0                     | -                              | -                              | -                              | -                              | -      | -      | -      | -          | -          | -          | 0     | 0     | 0     |
| Total sur la carrière | Total sur la carrière | Total sur la carrière | 185         | 6           | 5           | 14                    | 0                     | 0                     | -                              | 8                              | 0                              | 1                              | 9      | 0      | 1      | 2          | 0          | 0          | 218   | 6     | 7     |